# De Klassieken
De Klassieken is een radioprogramma van de AVROTROS op NPO Klassiek. Het programma wordt sinds 4 december 2006 iedere werkdag 's ochtends uitgezonden. Het programma werd eerst gepresenteerd door Maartje van Weegen, tussen 2006 en 2012, nadien door Clairy Polak, tussen 2012 en 2014 en door Hans Smit van 2014 tot 2015. Sinds augustus 2015 is Ab Nieuwdorp de vaste presentator en zijn Selma van Dijk en Hein van Eekert te horen als invaller voor Ab Nieuwdorp.

## Rubrieken
Huidige rubrieken:
- De Kettingreactie: Iedere dag wordt doorgeborduurd op een muziekfragment van de vorige dag. Luisteraars kunnen daarvoor voorstellen indienen. Zo ontstaat een haast oneindige schakelketting van muziekstukken.

Voormalige rubrieken:
- Iedere week stond een ander thema centraal. In de rubriek Variaties op een Thema was daar dagelijks aandacht voor. Op de laatste dag van de week leverden ook luisteraars een bijdrage.

- De Aubade:  Hierin werden verzoeknummers gedraaid. Luisteraars konden een verzoek indienen voor bijvoorbeeld een verjaardag of jubileum van een familielid, vriend(in), kennis of collega. Met het vertrek van Clairy Polak is dit item komen te vervallen. Hiervoor in de plaats kwam De Kettingreactie.

- Het Klassieke Hart: De presentator ontvangt telkens een andere bekende liefhebber die gedurende een week dagelijks vertelt over zijn of haar favoriete muziek. Gasten waren onder andere Prinses Irene, Job Cohen, Annewil Blankers, Ron Brandsteder en Mart Smeets.

- Elke laatste vrijdag van de maand werd uitgezonden vanuit de huiskamer van een luisteraar wiens muziekkeuze en verzameling centraal staat.

## Speciale uitzendingen
Regelmatig geven prominenten onder de noemer De Klassieken Live live acte de présence in de studio. 
Ook is er jaarlijks een Kerstspecial van het programma. Daarbij worden luisteraars uitgenodigd om een speciale locatie-uitzending met livemuziek bij te wonen.